# Pipirig
Pipirig è un comune della Romania di 8 875 abitanti, ubicato nel distretto di Neamț, nella regione storica della Moldavia. 
Il comune è formato dall'unione di 7 villaggi: Boboiești, Dolhești, Leghin, Pâțâligeni, Pipirig, Pluton, Stânca.
Pipirig ha dato i natali a Nicodim Munteanu (1864-1948), patriarca della Chiesa ortodossa romena.